# Omaha Hold’em

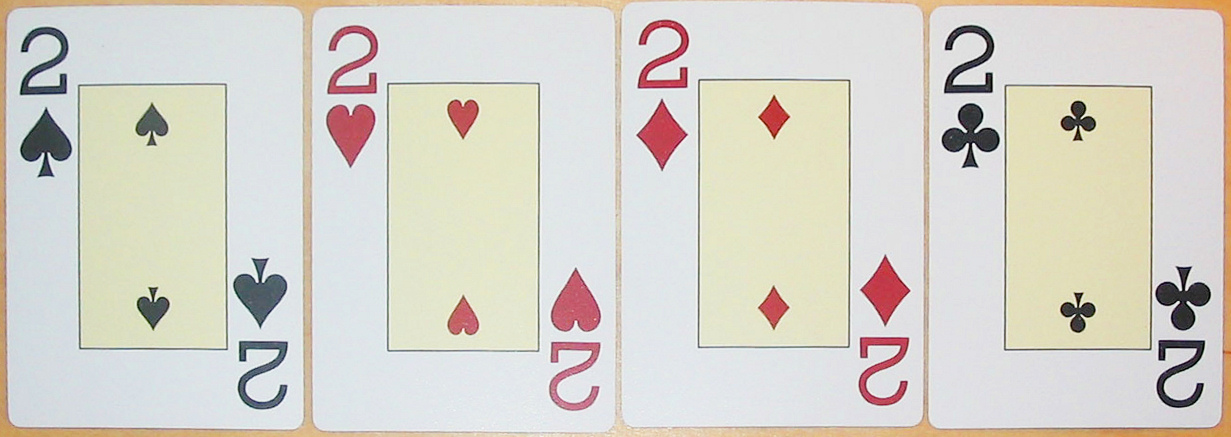
Die schlechteste Omaha-Starthand. Da man immer genau zwei der vier Karten für seine Hand benutzen muss, hält man als einzige mögliche Kombination der Handkarten ein Paar Zweien.

Omaha Hold’em, meist kurz Omaha genannt, ist eine Variante des Kartenspiels Poker. Omaha Hold’em hat sich aus der Variante Texas Hold’em entwickelt und folgt dem gleichen Spielablauf. Im Unterschied zu Texas Hold’em bekommt jeder Spieler vier Karten und eine Omaha-Hand besteht immer aus genau zwei der vier Karten eines Spielers und genau drei der fünf Gemeinschaftskarten (community cards).

## Die Regeln
Die Regeln von Omaha entsprechen denen von Texas Hold’em mit folgenden Unterschieden:
- Jeder Spieler erhält zu Beginn vier verdeckte Karten (hole cards)
- Eine Hand besteht aus zwei der vier Karten aus der Hand des Spielers und drei der fünf Gemeinschaftskarten vom Tisch

Der Spielablauf ist der gleiche wie bei Texas Hold’em. Auch alle bei Texas Hold’em gebräuchlichen Arten von Limits werden gespielt, wobei Pot Limit die mit Abstand geläufigste Variante darstellt.

## Unterschiede zu Texas Hold’em
Omaha lässt im Durchschnitt deutlich bessere Hände zu als Texas Hold’em, weshalb es auch oft als Spiel der Nuts, also der bestmöglichen Hände in Bezug auf die Gemeinschaftskarten, bezeichnet wird. Im Unterschied zu Texas Hold’em kann ein Spieler bei Omaha aus seinen vier Handkarten sechs mögliche Kombinationen bilden. Damit erhöht sich die Wahrscheinlichkeit deutlich gegenüber Texas Hold’em, dass man zusammen mit den Gemeinschaftskarten eine gute Hand bilden kann.
Aufgrund dieser größeren Zahl an Kombinationsmöglichkeiten gibt es meistens mehr Möglichkeiten für Draws als bei Texas Hold’em. Während bei Texas Hold’em fast immer die auf dem Flop stärkste Hand die höchste Wahrscheinlichkeit hat zu gewinnen, ist dies bei Omaha wegen solcher Draws weitaus seltener der Fall.

## Omaha Hi

### Regeln

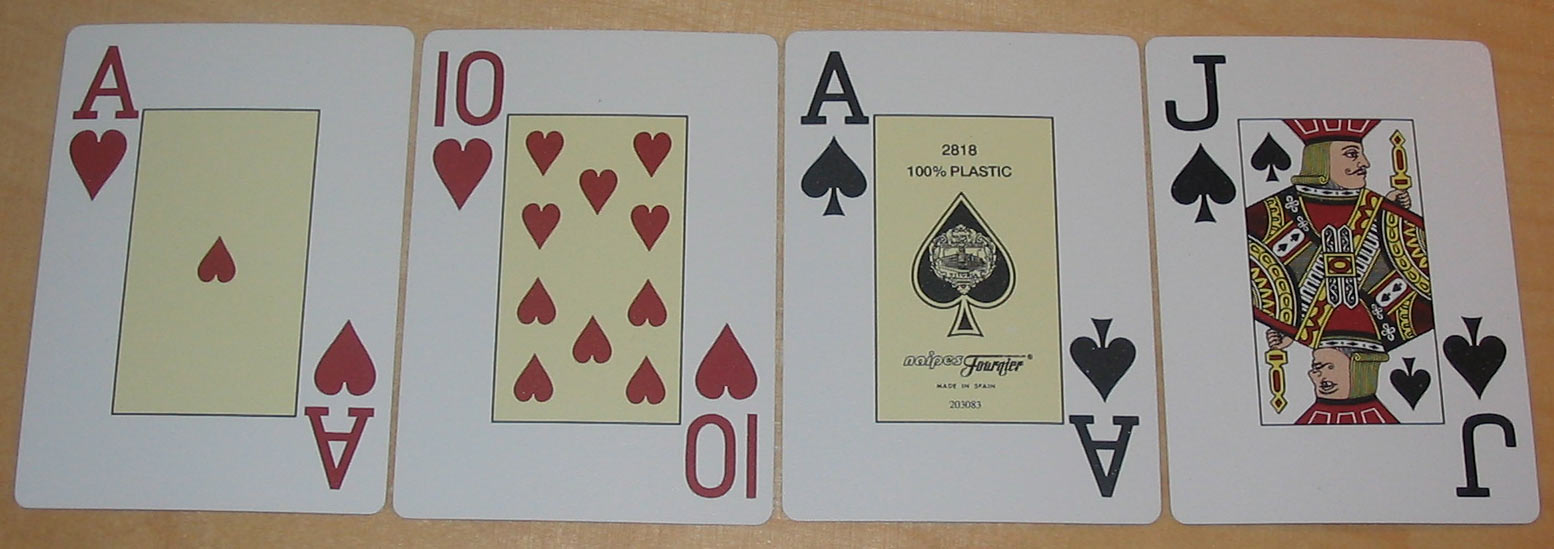
Eine der bestmöglichen Starthände bei Omaha Hi. Hieraus lassen sich sehr gute Kombinationen bilden: A-A als höchstes Paar, zwei Herz (Ah-Th) und zwei Pik (As-Js) für einen hohen Flush oder Royal-Flush, sowie A-T, A-J und J-T für mögliche hohe Straßen.

Für die Ermittlung der besten Hand bei Omaha Hi gilt die normale Wertung. Die bestmögliche Kombination aus genau zwei Handkarten und genau drei Gemeinschaftskarten jedes Spielers wird verglichen und der Spieler mit der besten Hand bekommt den gesamten Pot.

### Beispiel
Die folgende Hand zeigt einen Showdown zwischen zwei Omaha-Händen.
Spieler 1 auf der linken Seite (K-9-6-6) gewinnt die Hand mit einem Drilling Könige (K-K-K-10-9) vor Spieler 2 auf der rechten Seite (A-Q-J-8) mit Zwei Paaren Könige und Achten (K-K-8-8-A). Spieler 1 benutzt K-9 von seinen Handkarten und K-K-10 von den Gemeinschaftskarten für seine bestmögliche Hand, Spieler 2 benutzt A-8 von seinen Handkarten und K-K-8 von den Gemeinschaftskarten.

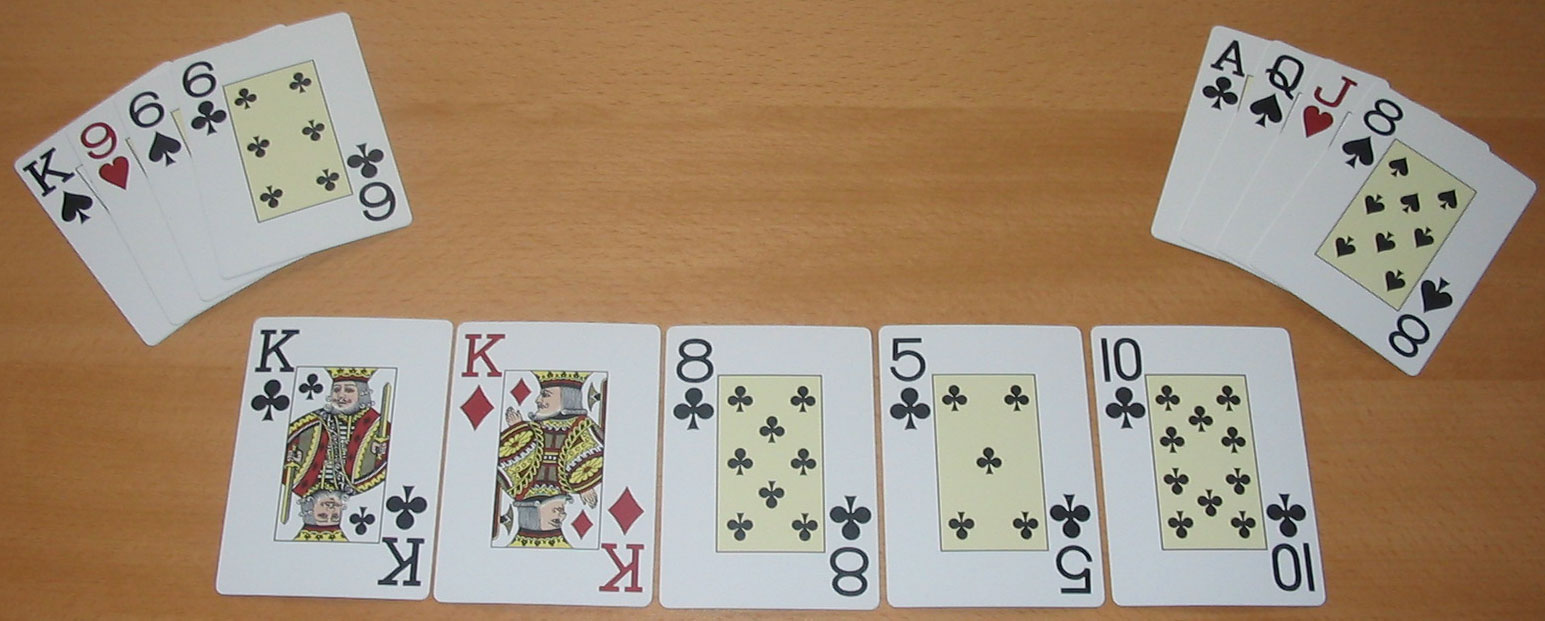
Ein Showdown in einem Omaha Hi Spiel

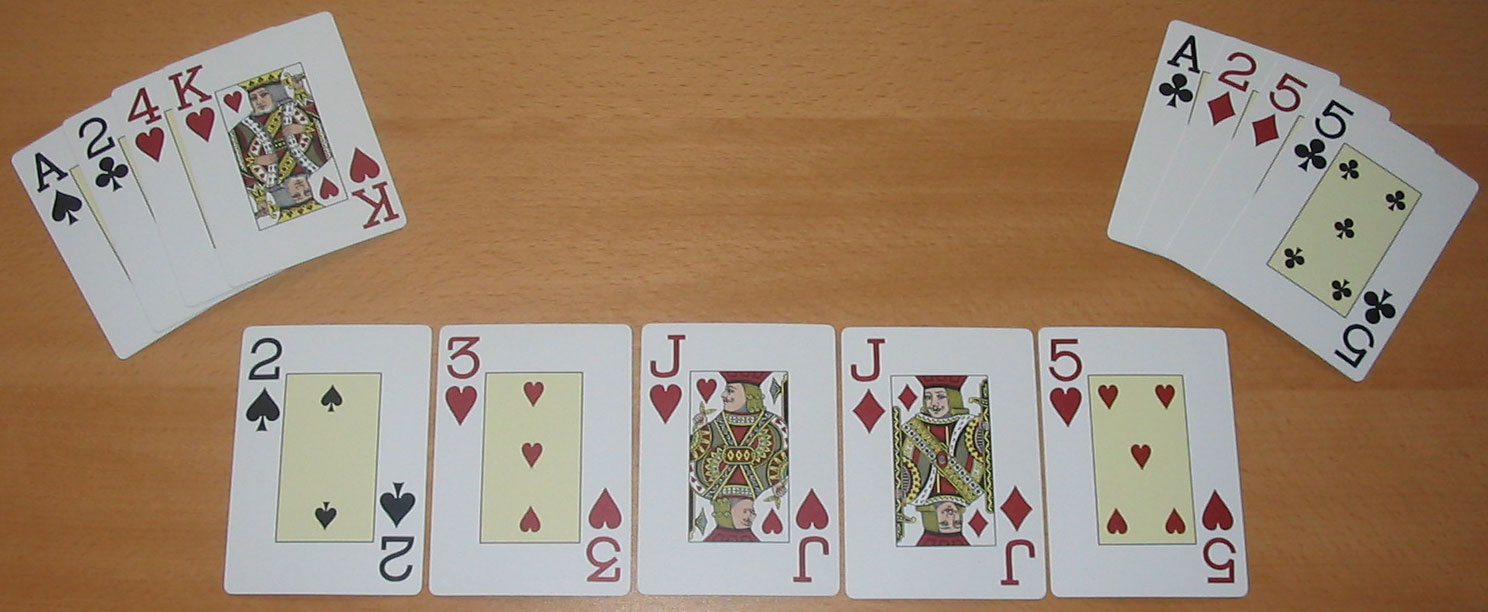
Ein Showdown in einem Omaha Hi-Lo Spiel

Spieler 1 hat kein Full House, da er genau zwei seiner Handkarten benutzen muss – und für das Full House mit Königen über Sechsen müsste er K-6-6 von seinen Handkarten benutzen, was den Regeln widersprechen würde. Spieler 2 hält auch keine Straße, da er dazu ebenfalls drei seiner Handkarten (A-Q-J) benutzen müsste, was nicht möglich ist. Außerdem haben beide Spieler keinen Flush, da sie dazu die vier Kreuz-Karten der fünf Gemeinschaftskarten benutzen müssten, aber laut Regelwerk nicht mehr und nicht weniger als genau drei Gemeinschaftskarten benutzen dürfen. Für einen Flush benötigt man also immer mindestens zwei gleichfarbige Karten auf der Hand.

## Omaha Hi-Lo

### Regeln

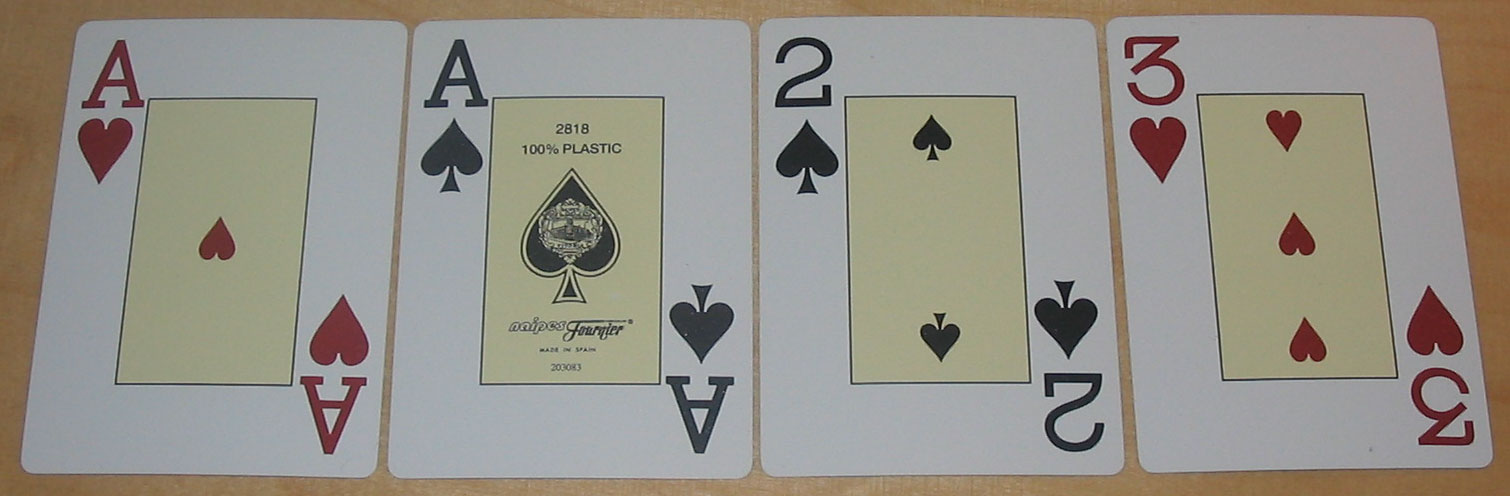
Eine der bestmöglichen Starthände bei Omaha Hi-Lo. Die Vielzahl der Kombinationsmöglichkeiten ist auch hier entscheidend. Für eine gute High hand hält man: Ass-Ass als höchstes Paar, zwei Herz und zwei Pik für einen hohen Flush, sowie Ass-2, Ass-3 und 2-3 für mögliche Straßen. Für eine gute Low hand hält man: Ass-2, Ass-3 oder 2-3.

Wie die meisten Poker-Varianten kann auch Omaha als High-Low-Variante gespielt werden: Dabei wird der Pot zwischen der besten High hand und der besten Low hand geteilt, sollte eine solche zustande kommen. Für die Ermittlung der besten High hand gilt die normale Wertung. Für die Low hand wird zumeist das 8 or better System verwendet. Hier qualifizieren sich die Spieler für eine Low hand, die fünf unterschiedliche Karten mit den Werten 8 oder niedriger (mit dem Ass als niedrigster Karte) aufweisen können. Dabei zählen weder Straßen noch Flushes – das heißt Straßen und Flushes ändern nichts an der Wertung der Low Hand. Dafür müssen mindestens drei unterschiedliche Karten 8 oder niedriger bei den Gemeinschaftskarten liegen, da sonst keine Low hand möglich ist. Die bestmögliche Low hand ist somit 5-4-3-2-Ass (auch Wheel genannt). Beim Vergleich zweier Low hands wertet man von der höchsten Karte abwärts. So ist 6-5-4-3-2 eine bessere Low hand als 7-4-3-2-Ass (von oben gezählt ist schon die 6 niedriger als die 7) – und 7-6-4-2-Ass schlägt 7-6-4-3-Ass (die ersten drei Karten sind gleich, aber die 2 ist besser als die 3).
Die Spieler können für die High hand und die Low hand unterschiedliche Karten verwenden, müssen aber jeweils genau zwei ihrer vier Handkarten benutzen. Kann kein Spieler eine gültige Low hand aufweisen, geht der gesamte Pot an den Spieler mit der besten High hand. Ansonsten wird der Pot geteilt, wobei auch ein Spieler sowohl die beste Low als auch die beste High hand haben kann und damit den gesamten Pot gewinnt – ein sogenannter Scoop. Wenn zwei oder mehr Spieler eine identische Low hand haben, dann wird der Pot für die Low hand zwischen den Spielern geteilt (siehe Split Pot), genau wie bei identischen High hands.

### Beispiel
Die folgende Hand zeigt einen Showdown zwischen zwei Omaha Hi-Lo Händen.
Spieler 1 auf der linken Seite (A-2-4-K) gewinnt die Low hand mit einer 5-Low (5-4-3-2-A) gegen Spieler 2 auf der rechten Seite (5-5-2-A), der keine gültige Low hand hat, da er keine Hand mit fünf unterschiedlichen niedrigen Karten bilden kann. Spieler 2 gewinnt die High hand mit einem Full-House Fünfen über Buben (5-5-5-J-J) gegen Spieler 1 mit einem Herz-Flush (K-J-5-4-3). Den Gesamt-Pot würden sich diese beiden Spieler also teilen.

## Bedeutung
Bei der wichtigsten internationalen Poker-Veranstaltung, der World Series of Poker (WSOP) hat Omaha in vielen verschiedenen Varianten seit 1983 einen festen Platz. Auch in den Spielbanken und Online-Pokerräumen gehört Omaha zu den populärsten Varianten und fast jeder Pokerraum bietet Omaha Poker an.
Pot limit Omaha (PLO) ist vor allem unter Profis die beliebteste Pokervariante, da das Spiel extrem "actionreich" ist und sich daher sehr gut für Top-Spieler eignet, um ihre hervorragende Entscheidungskraft einzusetzen.